# Chiesa dei Santi Pietro e Paolo (Ville di Fiemme)
La chiesa dei Santi Pietro e Paolo è la parrocchiale di Varena, frazione di Ville di Fiemme in Trentino, che risale al XII secolo.

## Storia
La chiesa era certamente stata eretta prima del 1193, poiché in quell'anno avvenne la sua consacrazione solenne officiata dal principe vescovo Corrado di Beseno.
Una prima ricostruzione che interessò l'edificio si ebbe nella prima parte del XV secolo, ed a questa seguì una seconda consacrazione. Nella seconda parte del secolo tutta la navata venne abbellita con affreschi di maestro locale, che era attivo nelle comunità della valle.
Nel secolo successivo l'edificio fu aumentato di volume, in altezza, e ne vennero rinforzate le pareti. Ne seguì, nel 1531, la terza consacrazione solenne, officiata dal vescovo suffraganeo Girolamo Vascherio.
All'inizio del XVIII secolo ebbe dignità di curazia, e fu sussidiaria della pieve di Cavalese.
Valentino Rovisi nel 1764 affrescò la Via Crucis accanto alla chiesa e vicino al cimitero. Le stazioni sono scomparse quasi tutte e ne restano solo tre.
Un importante intervento di ampliamento con una nuova campata e una nuova facciata venne realizzato nel 1882.
Dal 1919 ha dignità di parrocchia.